# Odstotek
Odstótek (tudi procènt) ( % ) je število, ki je enako stotemu delu celote. Odstotke uporabljamo za izražanje dela celote.  Izražamo ga z znakom %. Zgled: 20 % = 20/100 = 0,2. 